# Ivry-en-Montagne
 Ivry-en-Montagne  là một xã ở tỉnh Côte-d’Or trong vùng Bourgogne, phía đông nước Pháp. Xã Ivry-en-Montagne nằm ở khu vực có độ cao từ 390-553 mét trên mực nước biển.